# Charnois
Charnois ist eine französische Gemeinde mit 72 Einwohnern (Stand: 1. Januar 2022) im Département Ardennes in der Region Grand Est (bis 2015 Champagne-Ardenne). Sie gehört zum Arrondissement Charleville-Mézières, zum Kanton Givet und zum Gemeindeverband Ardenne, Rives de Meuse.

## Geographie
Die Gemeinde liegt im 2011 gegründeten Regionalen Naturpark Ardennen. Umgeben wird Charnois von den Nachbargemeinden Rancennes im Norden, Fromelennes im Osten, der belgischen Gemeinde Beauraing im Südosten, Landrichamps im Süden sowie Chooz im Westen.

## Namensherkunft
Der Ortsname Charnois leitet sich von Cassanos, dem gallischen Wort für Eiche ab.

## Bevölkerungsentwicklung
| Jahr                       | 1962 | 1968 | 1975 | 1982 | 1990 | 1999 | 2005 | 2018 |
| -------------------------- | ---- | ---- | ---- | ---- | ---- | ---- | ---- | ---- |
| Einwohner                  | 92   | 76   | 77   | 79   | 98   | 89   | 85   | 75   |
| Quellen: Cassini und INSEE |      |      |      |      |      |      |      |      |

## Sehenswürdigkeiten
- Kirche Saint Remi, erbaut im 16. Jahrhundert

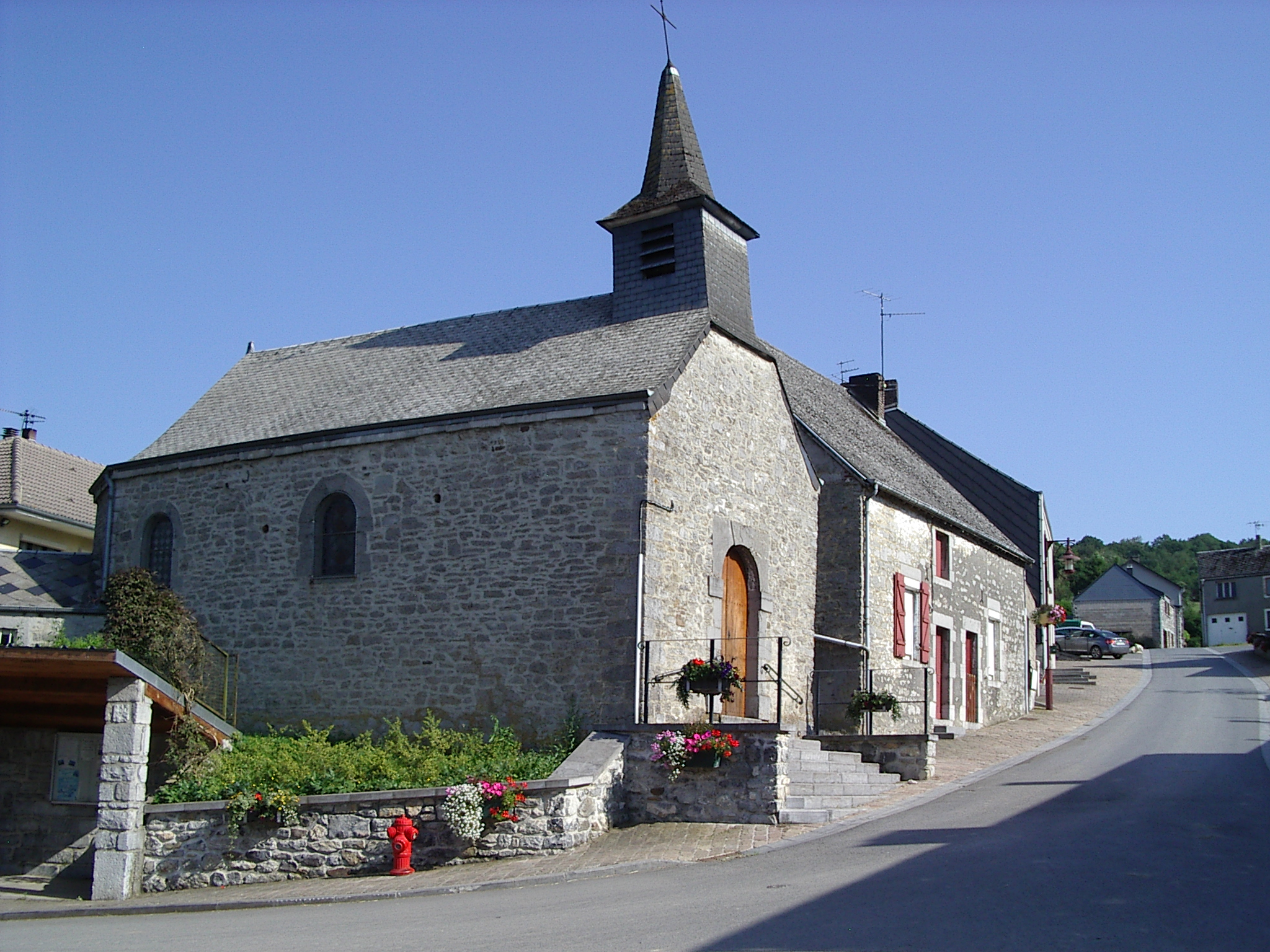
Kirche Saint-Rémi